# Flughafen Pingtung

i7
i11
i13
| Jahr | Flugbe- wegungen | Passagiere | Fracht (in t) |
| ---- | ---------------- | ---------- | ------------- |
| 1994 | 7.364            | 245.579    | 34,1          |
| 2001 | 3.664            | 142.843    | 33,7          |
| 2005 | 2.130            | 88.427     | 31,9          |
| 2006 | 1.560            | 61.607     | 13,7          |
| 2007 | 1.351            | 37.449     | 8,3           |
| 2008 | 968              | 16.298     | 45,3          |
| 2009 | 254              | 4.042      | 0,1           |
| 2010 | 244              | 3.552      | 0,6           |
| 2011 | 176              | 2.421      | 0,3           |

Der Flughafen Pingtung (chinesisch 屏東機場 / 屏东机场, Pinyin Píngdōng Jīchǎng, IATA-Code: PIF, ICAO-Code: RCSQ) ist ein ehemaliger Regionalflughafen in der Stadt Pingtung im gleichnamigen Landkreis der Republik China (Taiwan), der zwischen 1994 und 2011 in Betrieb war. Das Flugfeld wird weiter durch die taiwanische Luftwaffe genutzt.

## Geschichte
Vor 1994 wurde der Flughafen ausschließlich militärisch genutzt. Ab dem 28. November 1994 wurde ein ziviles Terminal in einem ehemaligen Museumsgebäude (Jhonjheng-Kunstmuseum) am Nordrand des Flughafengeländes eröffnet, während der Südteil des Geländes weiterhin der militärischen Nutzung vorbehalten blieb. Mit der Eröffnung eines neuen Terminals am 17. Mai 2005 zog auch die zivile Fluggastabfertigung in den Südteil um.
Am 26. Juli 2011 gab die Taiwanische Zivilluftfahrtbehörde (CAA) bekannt, dass der Exekutiv-Yuan einen Plan gebilligt hatte, nach dem der Flughafen Pingtung wegen zu geringem Passagieraufkommens geschlossen werden solle, was dann auch am 10. August 2011 geschah. Zuletzt hatte nur noch Uni Air an drei Tagen in der Woche Flüge von und nach Taipeh angeboten. Als entscheidender Grund für den starken Rückgang der Passagierzahlen wurde die Eröffnung der Hochgeschwindigkeits-Zugstrecke zwischen Taipeh im Norden und Zuoying (左營) im Süden, das nahe an Pingtung liegt, im Jahr 2005/07 gesehen. Diese Verbindung hatte die Reisedauer mit dem Zug drastisch verkürzt. Von Politikern wurde kritisiert, dass trotz dieser absehbaren Entwicklungen noch bis 2005 1,5 Milliarden NT$ (damals ungefähr 30–40 Millionen €) für den Umbau des Flughafens investiert worden waren.